# PDC Women’s Series
Die PDC Women’s Series ist eine Dartturnierserie, welche von der Professional Darts Corporation (PDC) seit 2020 ausgetragen wird. Es ist die erste Turnierserie in dem seit 1992 bestehenden Dartverband, welche sich ausschließlich an weibliche Dartspielerinnen richtet. Sie dient vor allem als Qualifikationsmöglichkeit für den Grand Slam of Darts, das Women’s World Matchplay sowie die PDC World Darts Championship.

## Historie
Seit der Gründung der Professional Darts Corporation im Jahr 1992 (damals noch World Darts Council) sind die Turniere des Verbandes immer gemischtgeschlechtlich gewesen. Dass jedoch tatsächlich eine Frau sich sportlich für die größeren Turniere qualifizierte, war jedoch die absolute Ausnahme. Auch bei den Turnieren der PDC Pro Tour, welche bis 2010 noch offen für jeden Dartspieler waren, nahmen eher selten Frauen teil. Die meisten Damen blieben bei dem konkurrierenden Dartverband, der British Darts Organisation (BDO), wo eigens für Frauen veranstaltete Turniere organisiert wurden.
Eines der ersten Turniere, welches auch ein Pendant für weibliche Spielerinnen hatte, war das Las Vegas Desert Classic. Die Damenvariante hielt sich jedoch nur bis 2005 und wurde bei der darauffolgenden Austragung nicht mehr veranstaltet.
2010 kam es zur ersten und einmaligen Austragung der PDC Women’s World Darts Championship. Das Finale des Turniers, welches hauptsächlich von Amateurspielerinnen besetzt wurde, fand im Rahmen des World Matchplays 2010 in den Winter Gardens in Blackpool statt und bekam somit größere Aufmerksamkeit. Die Finalistinnen erhielten außerdem die neu eingeführte PDC Pro Tour Card für das kommende Jahr, machten jedoch kaum davon Gebrauch. Auch von einer Neuaustragung des Turniers wurde abgesehen.
Mit der Aufstockung der Teilnehmer bei der PDC World Darts Championship im Jahr 2019 auf 96 wurden erstmals zwei Startplätze fest an Frauen vergeben. Diese wurden im Rahmen zweier Qualifier festgelegt, einem für Spielerinnen von den Britischen Inseln und einem für den Rest der Welt. Diese Qualifier wurden von den Spielerinnen auch gut angenommen, sodass dieses System im darauffolgenden Jahr ein Comeback erhielt.
Mit der COVID-19-Pandemie und der darauffolgenden Liquidation der BDO im Jahr 2020, sowie der Aussetzung aller Turniere des dritten großen Weltverbandes, der World Darts Federation (WDF), brach der organisierte Damen-Dartsport komplett weg. Am 4. August wurde daraufhin von der PDC die erstmalige Austragung der PDC Women’s Series verkündet. Sie bestand aus vier Turnieren und ging einher mit einem separaten Qualifier für den Grand Slam of Darts 2020.
Nachdem über 80 Spielerinnen an den Turnieren teilnahmen, wurde im darauffolgenden Jahr eine aus zwölf Turnieren bestehende Serie verkündet, welche erstmals auch in Deutschland hätte stattfinden sollen. Aufgrund zu geringer Anmeldezahlen speziell aus Kontinentaleuropa wurde dieses Turnierwochenende jedoch gestrichen und alle Turniere schließlich in England ausgetragen.
Auch 2022 fand wieder eine Women’s Series statt. Erstmals wurden dabei 20 Turniere an fünf Wochenenden gespielt, womit das Format immer mehr anderen Turnierserien wie der Challenge Tour oder der PDC Development Tour ähnelt. Die ersten zwölf Turniere waren außerdem Qualifikationsgrundlage für das erstmals ausgetragene Women’s World Matchplay 2022. Dieses Mal wurden auch Turniere in Deutschland und damit zum ersten Mal außerhalb Englands ausgetragen.
Bereits am 21. Juli 2022 verkündete die PDC nicht nur die Fortsetzung des Women's World Matchplay für das Jahr 2023, sondern auch eine Aufstockung der Women's Series auf 24 Turniere.

## Format
Jedes Women’s Series-Event wird im K.-o.-System gespielt. Je nach Anmeldezahlen werden dabei verschieden viele Runden ausgetragen. Spielmodus ist in allen Runden bis zum Achtelfinale best of 7 legs. Die Viertelfinale, Halbfinale und das Finale werden (Stand: 2021) im Modus best of 9 legs ausgetragen. Siegerin eines legs ist die Spielerin, welche zuerst exakt 501 Punkte geworfen hat. Der letzte Wurf muss dabei auf ein Doppelfeld erfolgen.
Gespielt werden die Turniere an mehreren Wochenenden im Jahr. Während bei der PDC Women’s Series 2021 jeweils drei Turniere pro Tag ausgetragen wurden, werden ab 2022 wieder nur zwei Turniere pro Tag gespielt.
Das Preisgeld der einzelnen Turnierserien bildet eine Rangliste, welche zur Qualifikation für die PDC World Darts Championship und in besonderer Form auch für den Grand Slam of Darts und das Women’s World Matchplay herangezogen wird.

## Austragungen
| Jahr | Turniere | Siegerin (Turniersiege) |
| ---- | -------- | ----------------------- |
| 2020 | 4        | Lisa Ashton (2)         |
| 2021 | 12       | Fallon Sherrock (6)     |
| 2022 | 20       | Beau Greaves (8)        |
| 2023 | 24       | Beau Greaves (12)       |
| 2024 | 24       | Beau Greaves (8)        |
| 2025 | 24       |                         |

### Turniersiege
Stand nach Turnier 15 der PDC Women’s Series 2025 am 8. Juni 2025:
| Rang | Name                | Nation      | Anzahl |
| ---- | ------------------- | ----------- | ------ |
| 1.   | Beau Greaves        | England     | 37     |
| 2.   | Fallon Sherrock     | England     | 20     |
| 3.   | Lisa Ashton         | England     | 18     |
| 4.   | Mikuru Suzuki       | Japan       | 6      |
| 5.   | Noa-Lynn van Leuven | Niederlande | 5      |
| 6.   | Robyn Byrne         | Irland      | 2      |
| 6.   | Gemma Hayter        | England     | 2      |
| 8.   | Natalie Gilbert     | England     | 1      |
| 8.   | Aileen de Graaf     | Niederlande | 1      |
| 8.   | Trina Gulliver      | England     | 1      |
| 8.   | Deta Hedman         | England     | 1      |
| 8.   | Angela Kirkwood     | England     | 1      |
| 8.   | Rhian O’Sullivan    | Wales       | 1      |
| 8.   | Kirsi Viinikainen   | Finnland    | 1      |
| 8.   | Lorraine Winstanley | England     | 1      |

## Preisgelder
Folgendes Preisgeld wird bei jedem Turnier an die Teilnehmerinnen ausgeschüttet (Stand: 2025).
| Runde                | PDC Women’s Series |
| -------------------- | ------------------ |
| Sieg                 | £ 2.000            |
| Finale               | £ 1.000            |
| Halbfinale           | £ 500              |
| Viertelfinale        | £ 300              |
| Achtelfinale         | £ 200              |
| 3. Runde (Letzte 32) | £ 100              |
| 2. Runde (Letzte 64) | £ 50               |
| Total                | £ 10.000           |